# Cantone di Recey-sur-Ource
Il Cantone di Recey-sur-Ource era una divisione amministrativa dell'arrondissement di Montbard.
A seguito della riforma approvata con decreto del 18 febbraio 2014, che ha avuto attuazione dopo le elezioni dipartimentali del 2015, è stato soppresso.

## Composizione
Comprendeva i comuni di:
- Beneuvre
- Bure-les-Templiers
- Buxerolles
- Chambain
- Chaugey
- Essarois
- Faverolles-lès-Lucey
- Gurgy-la-Ville
- Gurgy-le-Château
- Leuglay
- Lucey
- Menesble
- Montmoyen
- Recey-sur-Ource
- Saint-Broing-les-Moines
- Terrefondrée
- Voulaines-les-Templiers